# جاده ای۱۱۹ (انگلستان)
جاده ای۱۱۹ (به انگلیسی: A119 road) یکی از جاده‌های کشور انگلستان است.
این جاده از شهرک ور شروع و در روستای واتون-ات-استون، شهرستان هرتفوردشر به پایان می‌رسد، طول این جاده ۱۱٫۹ کیلومتر است.